# Stenospora uredinicola
Stenospora uredinicola är en svampart som beskrevs av Deighton 1969. Stenospora uredinicola ingår i släktet Stenospora, divisionen sporsäcksvampar och riket svampar.   Inga underarter finns listade i Catalogue of Life.